# Eleição presidencial no Arizona em 2008
A eleição presidencial de 2008 no estado norte-americano do Arizona ocorreu em 4 de novembro de 2008, assim como em todos os 50 estados e o Distrito de Colúmbia. Os eleitores escolheram oito representantes, além do presidente e vice-presidente. 
No Arizona, o candidato vitorioso foi o republicano John McCain que recebeu 9 % de votos a mais que o segundo colocado no estado, Barack Obama, do Partido Democrata. O Arizona é o estado-natal de McCain, que serviu como senador do estado de 1987 até a sua morte em 2018, e sua vitória no Arizona era esperada, embora ele tenha perdido a eleição geral por 192 votos eleitorais, um número considerado muito elevado.